# Woman in Love
Woman in Love – singel Barbry Streisand z 1980 roku.

## Informacje ogólne
Piosenkę napisali Barry i Robin Gibb z zespołu Bee Gees. Została wydana jako pierwszy singel z albumu Guilty, współtworzonego przez braci Gibb, docierając na szczyty list przebojów w wielu krajach. Do dziś „Woman in Love” pozostaje jednym z największych przebojów w całej karierze Barbry Streisand.

## Teledysk
Teledysk do piosenki składa się z ujęć z filmów, w jakich wystąpiła Barbra, przepleciony zdjęciami z sesji do płyty Guilty, przedstawiającymi ją oraz Barry’ego Gibba.

## Pozycje na listach
| Lista             | Pozycja |
| ----------------- | ------- |
| Austria           | 1       |
| Holandia          | 1       |
| Kanada            | 1       |
| Niemcy            | 1       |
| Południowa Afryka | 1       |
| Stany Zjednoczone | 1       |
| Szwecja           | 1       |
| Wielka Brytania   | 1       |
| Włochy            | 1       |